# Astragalus floridulus
Astragalus floridulus är en ärtväxtart som beskrevs av Dieter Podlech. Astragalus floridulus ingår i släktet vedlar, och familjen ärtväxter. Inga underarter finns listade i Catalogue of Life.